# Enseignement catholique au Tchad
L’enseignement catholique au Tchad regroupe l'ensemble des institutions catholiques du Tchad qui jouent le rôle de proposer un enseignement catholique.

## Contexte
L’Église catholique installée au Tchad a participé à la formation des fils et cadres tchadiens dans les circonscriptions où sont installées les religieux et prêtres. Commencé depuis les années 1940 l'enseignement catholique s'est progressivement passé du primaire, au secondaire et supérieur. Ces enseignements se font à travers des séminaires ou des établissements catholiques laïques. Le but est de former des hommes et femmes de valeurs humaines et universelles qui construisent la personne et la société. L'enseignement catholique est dirigée par la Direction nationale de l'enseignement catholique (DINEC).

## Établissements
- Les séminaires

Dans cette catégorie d'établissement, on y organise des enseignements laïques mais aussi religieux. Les séminaristes sont appelés à expérimenter leur vocation au cours de la formation pour ensuite devenir religieux ou prêtres pour ceux qui ont la vocation ou bien continuer leur formation dans les établissements publics pour les autres.
Il y a des petits séminaires (niveau collège), des moyens séminaires (niveau lycée), des grands séminaires (niveau supérieur) 
- Les Écoles catholiques associées[1]

Ce sont les cycles maternelles et primaires des établissements catholiques. On les retrouve dans tous les diocèses du Tchad.
- Les collèges et lycées
  - Collège Joseph-Mukassa-de-Donia
  - Collège Charles-Lwanga-de-Sarh
  - Lycée Sacré-Cœur - N'Djaména, Chagoua
  - Collège Notre-Dame-de-Moundou
  - Lycée Padre-Pio, Bébédjia
  - Moyen Séminaire-de-Pala
  - Moyen Séminaire Saint-Dénis-de-l'Ouganda-de-Laï
  - Collège technique Saint-Joseph-de-Kelo
  - Lycée Collège Saint-Étienne - N'Djamena, Amtoukoui
  - Collège Notre-Dame de l'Assomption - N'Djamena, Atrone
  - Lycée Collège Eli Tao Baydo - Pala
  - Collège Sacré-Cœur de Bébédjia - Bébédjia
  - Lycée Collège Marie Ketal de Koumra

## Grands séminaires
Les grands séminaires sont des établissements de formation supérieure réservés strictement aux futurs prêtres. Il y a deux grands séminaires : le Grand séminaire saint Mbaga Tuzindé de Sarh (formation en philosophie) et le Grand séminaire saint Luc de Bakara à N'Djaména (Formation en théologie)